# Sheamus
Stephen Farrelly (født 28. januar 1978) er en irsk wrestler og skuespiller, der er bedre kendt under ringnavnet Sheamus. Han er på kontrakt med World Wrestling Entertainment (WWE), hvor han wrestler på tv-programmet RAW.  
Inden Sheamus skrev kontrakt med WWE wrestlede han i Irish Whip Wrestling, hvor han vandt organisationens titel to gange. I Florida Championship Wrestling (FCW), hvor WWE udvikler mange af deres kommende wrestlere, vandt han FCW's titel én gang. I WWE fik han i december 2009 et kæmpe gennembrud, da han yderst overraskende besejrede den syvdobbelte og regerende verdensmester John Cena i en VM-titelkamp ved WWE's TLC: Tables, Ladders & Chairs. Han havde vundet rettighederne til VM-titelkampen nogle uger tidligere under en episode af RAW i en speciel battle royal med wrestlere, der med undtagelse af Randy Orton udelukkende bestod af wrestlere, der aldrig havde været verdensmester. 